# Thyreus himalayensis
Thyreus himalayensis là một loài Hymenoptera trong họ Apidae. Loài này được Radoszkowski mô tả khoa học năm 1893.